# Young Forever
Ne doit pas être confondu avec Forever Young.
Singles de Jay-Z
"On to the Next One"
(2009) "Stranded (Haiti Mon Amour)"
(2010)
Young Forever est une chanson du rappeur Jay-Z en duo avec Mr Hudson, sorti en 2010. C'est le dernier single extrait du 11e album de Jay-Z, The Blueprint 3.

## Sample
Young Forever utilise un sample et le refrain de Forever Young du groupe de new wave allemand Alphaville, issue de l'album Forever Young (1984).

## Clip
Le clip a été publié sur la chaîne YouTube de Jay-Z le 22 décembre 2009. Il est réalisé par Anthony Mandler. Entièrement en noir et blanc, la vidéo montre de nombreux jeunes américains avec des images en parallèle de Jay-Z et Mr Hudson. Certains images de Jay-Z en train de rapper proviennent d'un concert au Alexandra Palace à Londres le 4 novembre 2009

## Classements
| Classement (2009–2010)    | Meilleure position |
| ------------------------- | ------------------ |
| Australie - ARIA Charts   | 28                 |
| Canadian Hot 100          | 21                 |
| Pays-Bas - Top 40         | 2                  |
| European Hot 100 Singles  | 28                 |
| Irlande                   | 11                 |
| Israël                    | 9                  |
| Italie                    | 5                  |
| Nouvelle-Zélande          | 32                 |
| Pologne (ZPAV)            | 1                  |
| Portugal - Airplay Chart  | 5                  |
| Slovaquie                 | 31                 |
| Suède - Sverigetopplistan | 40                 |
| Suisse                    | 44                 |
| UK Singles Chart          | 10                 |
| UK R&B Chart              | 2                  |
| Billboard Hot 100         | 10                 |
| Hot R&B/Hip-Hop Songs     | 86                 |
| Pop Songs                 | 10                 |
| Rap Songs                 | 16                 |

| Classement (2009) | Position |
| ----------------- | -------- |
| UK Singles Chart  | 199      |

| Classement (2010) | Position |
| ----------------- | -------- |
| Billboard Hot 100 | 50       |
| Canadian Hot 100  | 71       |
| Italie - FIMI     | 32       |
| UK Singles Chart  | 100      |